# As-salam al-malaki al-urdoni
As-salam al-malaki al-urdoni este imnul național din Iordania.